# Leucanthemum vulgare

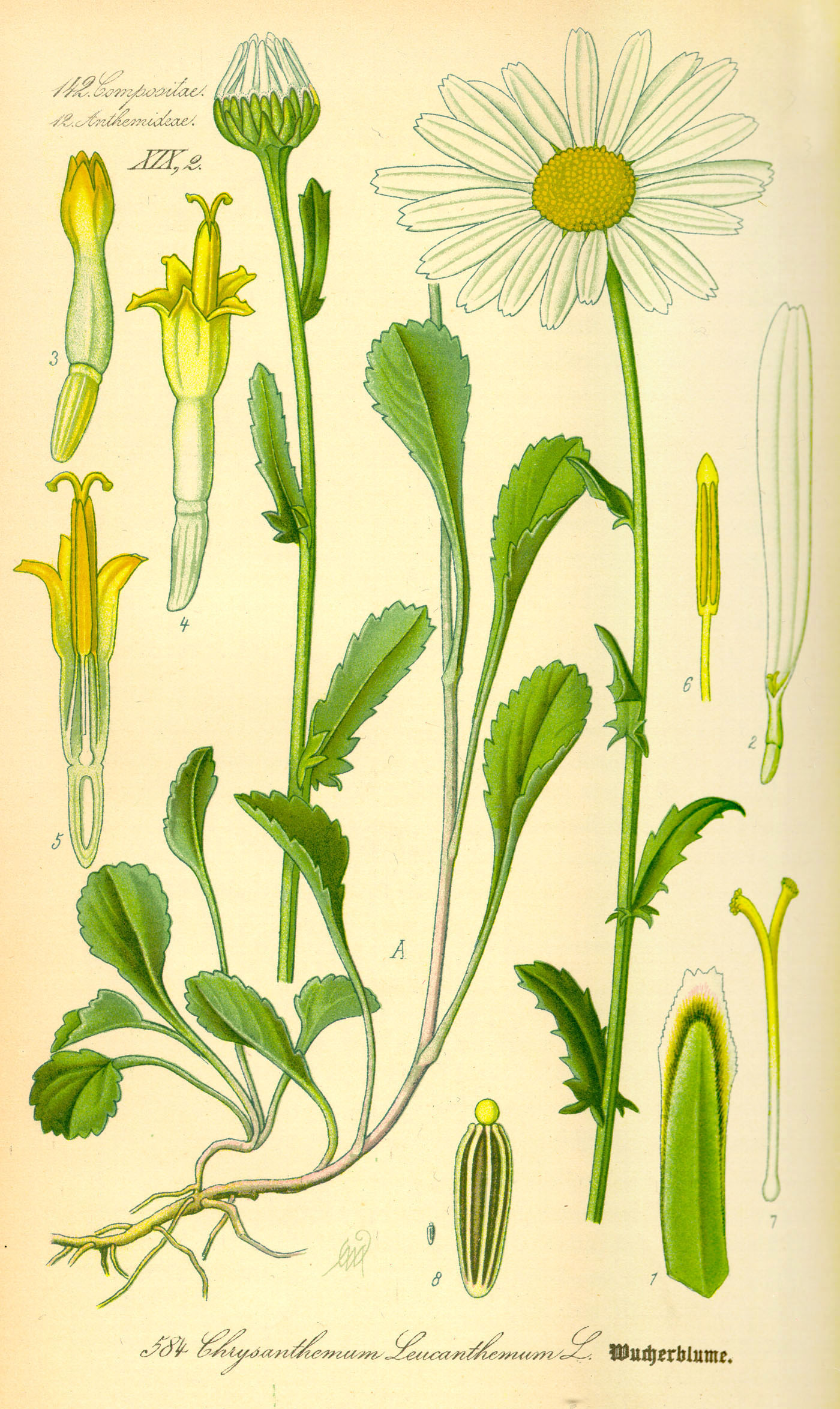
Ilustração botânica de Leucanthemum vulgare.

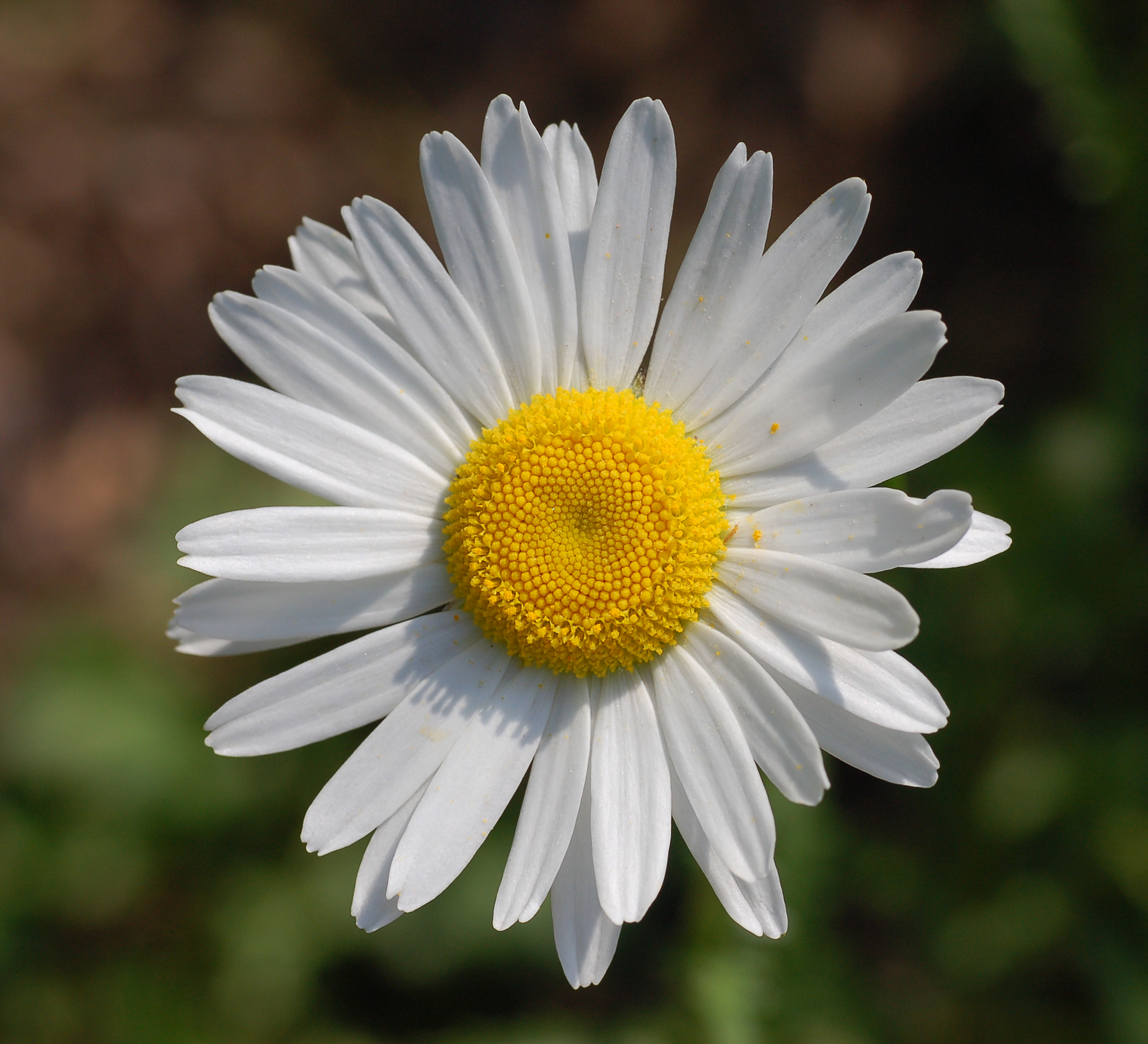
Flor de Leucanthemum vulgare 'Filigran'

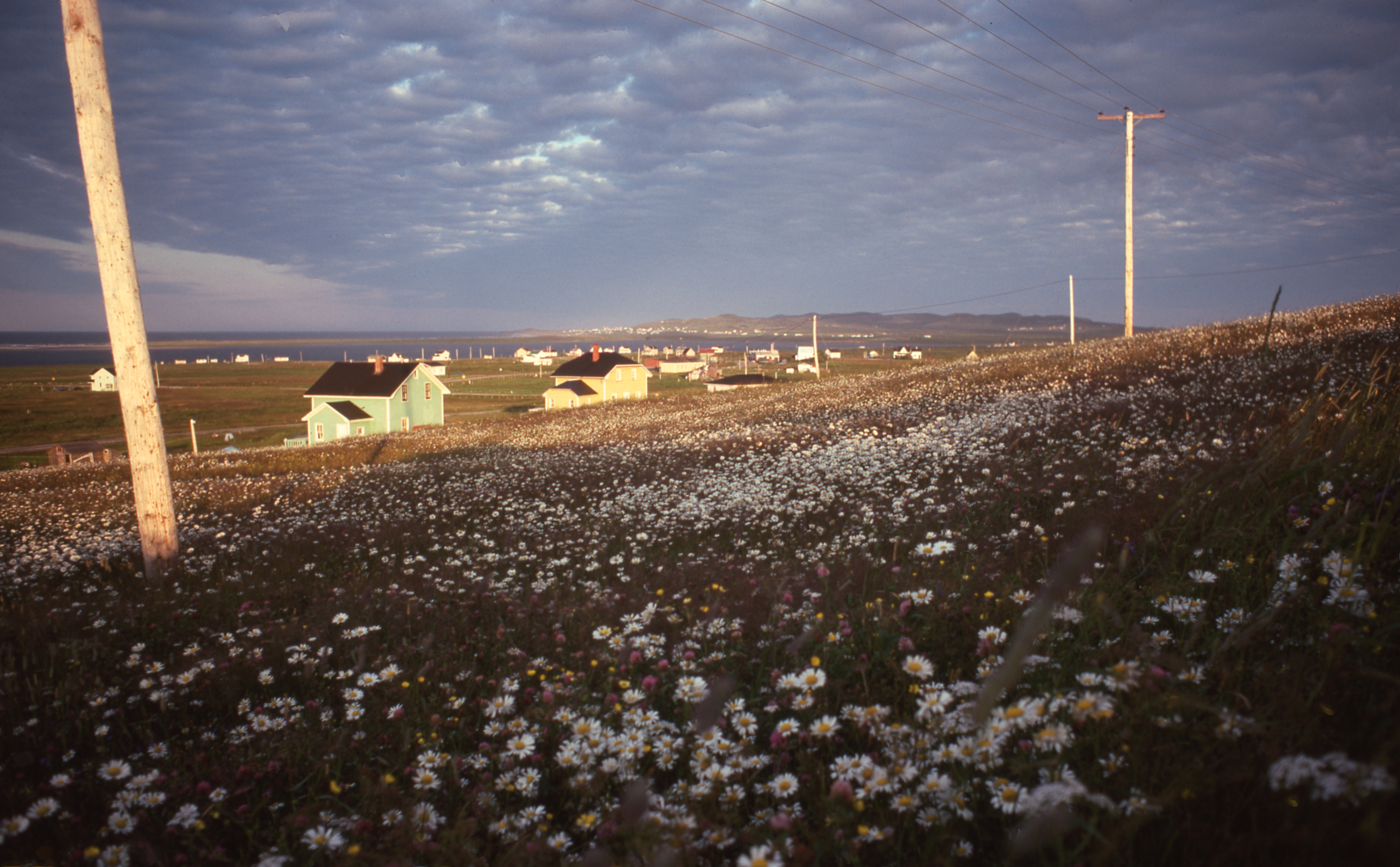
Campo infestado por Chrysanthemum leucanthemum L., em Les Îles-de-la-Madeleine, Canadá.

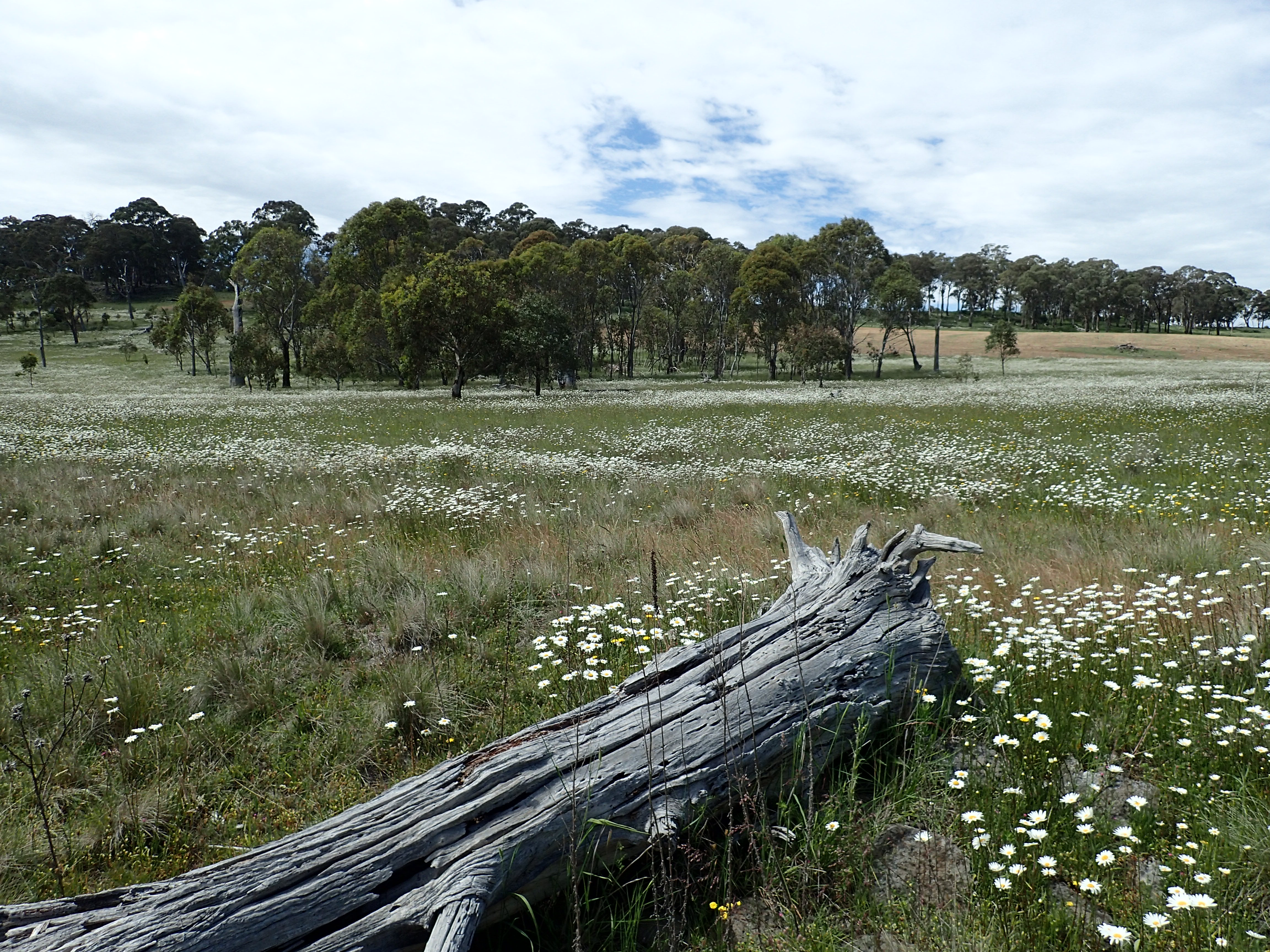
Infestação de uma pastagem nativa em Guyra, na Austrália.

Leucanthemum vulgare (sinónimo taxonómico de Chrysanthemum leucanthemum) é uma espécie de plantas herbáceas perenes, com distribuição natural nas regiões temperadas da Eurásia, mas naturalizada em vastas regiões temperadas e subtropicais, nomeadamente na América do Norte, Austrália e Nova Zelândia, sendo frequentemente cultivada pelas suas flores vistosas. A espécie integra um complexo específico que apresenta grande variabilidade morfológica entre regiões, de que resultaram múltiplos sinónimos taxonómicos, sendo conhecida, entre outros, pelos nomes comuns de margarida e olho-de-boi.

## Descrição

### Morfologia
L. vulgare é uma planta perene, herbácea, de hábito predominantemente ereto, que cresce até aos 80 cm de altura, com rizomas subterrâneos rastejantes.
A parte superior do caule é recoberta por tricomas que lhe dão um aspecto por vezes densamente peludo, mas mais ou menos glabro na base. As folhas são pecioladas, com limbos de 4–15 cm de comprimento e cerca de 5 cm de largura, com até 15 dentes, ou lóbulos, ou ambos, nos bordos. As folhas maiores a ocorrerem na base da planta, diminuindo de tamanho ao longo do caule, com as folhas superiores com até 7,5 cm de comprimento, sem pecíolo e profundamente dentadas.
A planta apresenta a inflorescência típica das Asteraceae, composta por um capítulo (um pseudanto) formando uma cabeça discoide com 2-7,5 cm de largura. Cada capítulo tem entre quinze e quarenta pétalas brancas (flores do raio) de 1-2 cm de comprimento que rodeiam os floretes do disco (flores do disco) de cor amarela. Abaixo do capítulo apresenta um invólucro de brácteas verdes, glabras, com 7-10 mm de comprimento, com bordos acastanhados. A ântese (floração) ocorre de maio a outubro. Na verdade a flor da margarida é uma inflorescência em capítulo, sendo que pétalas marginais brancas  abrigam as flores femininas, enquanto o disco central (amarelo) é composto por diminutas flores hermafroditas amarelas.
Os aquénios, semelhantes a sementes, com 1-3 mm de comprimento e dez nervuras ao longo das suas extremidades, mas não apresentam papilho.
Morfologicamente, a espécie é similar ao malmequer (ou margarida-shasta), o híbrido Leucanthemum × superbum, que tem cabeças de flor maiores (5-12 cm de largura) e à camomila (Anthemis cotula) que tem cabeças de flor sensivelmente mais pequenas (1,5–3 cm de largura). A espécie Leucanthemum maximum também é semelhante, mas geralmente com flores do raio sensivelmente maiores, com 2-3 cm de comprimento.
- Hábito da planta após o florescimento.
- Hábito típico da planta.
- As brácteas involucrais do capítulo.
- Flores individuais (flor marginal branca e flor do disco amarela).

### Taxonomia
L. vulgare foi formalmente descrita pela primeira vez em 1778 por Jean-Baptiste Lamarck, que publicou a descrição em Flore françoise. A espécie foi anteriormente descrita como fazendo parte do género Chrysanthemum, sendo ainda frequentemente referida como Chrysanthemum leucanthemum.
Leucanthemum vulgare, juntamente com várias outras espécies semelhantes, como Leucanthemum ircutianum (ou Leucanthemum ircutianum) formam um complexo específico, geralmente conhecido como o grupo de espécies das margaridas-dos-prados. As relações sistemáticas dentro do género Leucanthemum são objeto de investigação em sistemática molecular. Os antigos agrupamentos Leucanthemum vulgare e Leucanthemum atratum não podem provavelmente ser mantidos. Na sua presente circunscrição taxonómica, o complexo específico integra as seguintes espécies:
- Leucanthemum adustum  (W.D.J Koch) Gremli
- Leucanthemum gaudinii  Dalla Torre
- Leucanthemum heterophyllum  (Willd.) DC.
- Leucanthemum praecox  (Horvatić) Horvatić
- Leucanthemum vulgare  Lam.
- Leucanthemum ×superbum  (J.W.Ingram) D.H.Kent

O Norte de África pode ser assumido com relativa certeza como a origem do género. Globalmente, o género Leucanthemum apresenta-se como um grupo sistematicamente difícil de classificar como um agrupamento monofilético devido aos frequentes eventos de poliploidia no decurso da sua evolução.
Dada a sua popularidade e vasta área de expansão, a planta é conhecida por múltiplos nomes comuns, por vezes pouco precisos por se aplicarem a espécies morfologicamente similares, entre os quais  bem-me-quer, bonina, margarida, margarita, margarita-maior, malmequer, malmequer-maior, malmequer-bravo ou olho-de-boi.

### Distribuição e ecologia
A espécie é nativa da Eurásia, presente numa área que se estende do Atlântico à Turquia, à Geórgia e à Ásia Ocidental. 
É uma planta silvestre perene, típica dos prados, que cresce numa variedade de comunidades vegetais, incluindo campos agrícolas, em matagais e em florestas de copas abertas. Também ocorre em zonas perturbadas, sendo uma planta ruderal comum. A espécie está amplamente naturalizada em muitas partes do mundo, incluindo a América do Norte, e é considerada uma espécie invasora em mais de quarenta países.
Cresce em regiões temperadas onde a precipitação média anual excede 750 mm/ano, e frequentemente onde os solos são pesados e húmidos. É frequentemente uma erva daninha das pastagens degradadas e das bermas de estradas.
A espécie propaga-se por sementes e pelos seus rizomas rastejantes pouco profundos. Uma planta adulta pode produzir até 26 000 sementes por estação, que são disseminadas por animais, veículos, água e produtos agrícolas contaminados. Algumas sementes permanecem viáveis no solo por período de cerca de 40 anos. Não é palatável para o gado e reduz a quantidade de pasto de qualidade disponível para pastoreio. Em paisagens autóctones, como o Kosciuszko National Park na Austrália, a infestação densa pode excluir as plantas autóctones, causando a erosão e a perda de matéria orgânica do solo.
Esta planta foi a primeira classificada na produção de pólen por unidade floral amostrada ao nível de todo o capítulo, com um valor de 15,9 ± 2 μL, num estudo realizado no Reino Unido em flores de prados.
L. vulgare é uma das ervas daninhas mais difundidas das Anthemideae. Tornou-se uma espécie introduzida através de jardins em áreas naturais em partes do Canadá, dos Estados Unidos, Austrália, e Nova Zelândia. Em alguns habitats forma colónias densas, substituindo as plantas nativas e modificando as comunidades existentes.
A planta invade habitualmente os relvados e é difícil de controlar ou erradicar, uma vez que uma nova planta pode regenerar-se a partir de fragmentos do rizoma e é um problema nas pastagens onde o gado bovino pasta, uma vez que normalmente as reses não a comem, permitindo assim a sua propagação. As vacas que o consomem produzem leite com um sabor indesejável. Foi demonstrado que a espécie é portadora de várias doenças das culturas.
Esta espécie foi declarada uma erva daninha ambiental em New South Wales e Victoria (Austrália). Em Nova Gales do Sul, cresce de Glen Innes em Northern Tablelands até Bombala no extremo sudeste do estado, e há populações significativas no Parque Nacional Kosciuszko, onde invadiu pradarias subalpinas, bosques de Eucalyptus pauciflora e zonas húmidas. Em Vitória, é uma espécie proibida e deve ser erradicada ou controlada.

### Etnobotânica
O seu ciclo vital dura mais de um ano. É da família das compostas, a mesma do crisântemo, da dália e do girassol. Do cruzamento da espécie com outras, Chrysanthemum latifolium e Chrysanthemum maximum, por exemplo, derivam variedades que se cultivam em todo o mundo. A parte da margarida designada como flor, em alguns casos tem diâmetro superior a dez centímetros, o que lhe confere grande valor como flor de jardim e flor de corte. 
A propagação é feita por sementes ou pela divisão das touceiras. A altura média é de sessenta centímetros. Na divisão, feita em geral em agosto, a cada três anos, desprezam-se as partes velhas e lenhosas e plantam-se as ramificações novas e já dotadas de raízes. Todas as margaridas devem ser plantadas ao sol, em solo argilo-arenoso rico em matérias orgânicas.
O jogo "Mal-me-quer, bem-me-quer" (em francês:  effeuiller la marguerite) está associado a esta flor e à homofonia de "malmequer" e de "mal-me-quer".
Os botões florais não abertos podem ser marinados e utilizados da mesma forma que as alcaparras. A obra Modern Herbal (1931), de Maud Grieve, afirma que «O sabor da erva seca é amargo e formigante, e o odor assemelha-se ligeiramente ao da valeriana». A espécie ocorre em estado selvagem no deserto de Arava, no sul de Israel, onde as flores são colhidas e secas, sendo tradicionalmente utilizadas pelos israelitas para fazer uma variedade local de chá de ervas.
A L. vulgare é amplamente cultivada e está disponível como uma planta ornamental perene para jardins e prados projectados. Desenvolve-se numa grande variedade de condições, mas prefere locais ensolarados ou parcialmente ensolarados com um solo médio e húmido (como muitas plantas da família das margaridas). A planta dá-se bem em canteiros elevados e com cobertura vegetal que retenha a humidade e evite as ervas daninhas. É uma mesófita e por isso necessita de um abastecimento de água mais ou menos contínuo.  As cabeças das flores murcha são frequentemente removidas para promover nova floração e manter a aparência da planta. Existem cultivares, como a 'May Queen', que começam a florescer no início da primavera.
As alergias às margaridas ocorrem, geralmente causando dermatite de contacto.
Desde 1987, a margarida, mais concretamente a margarida-vermelha (Argyranthemum frutescens), substituiu o trevo-vermelho (Trifolium pratense) como flor nacional (emblema floral) da Dinamarca. Com o tempo, a espécie Leucanthemum vulgare tornou-se mais popular por ser nativa da Dinamarca, em contraste com a margarida-vermelha.
A espécie é também um símbolo popular da Letónia. Em 1994, numa votação aberta promovida pela sociedade botânica daquele país, foi selecionada como a flor nacional.